# This Boy
Это статья о песне группы The Beatles. О песне James Morrison с таким же названием см. Undiscovered. О песне Franz Ferdinand с таким же названием см. «You Could Have It So Much Better».

«This Boy» (с англ. — «Этот парень») — песня группы The Beatles. Выпущена 29 ноября 1963 лейблом Parlophone на стороне «Б» сингла «I Want to Hold Your Hand». The Beatles впервые исполнили песню на концерте 16 февраля 1964, во время своего второго выступления в США на «Шоу Эда Салливана». Вошла как третий трек на первой стороне выпущенного в Америке альбома Meet The Beatles!. После ремастеринга, проведённого звукорежиссёром и продюсером The Beatles Джорджем Мартином для издания на CD-диске, «This Boy» была выпущена в 1988 на сборнике Past Masters, Volume One. 9 сентября 2009 была переиздана на комплекте из двух CD Past Masters, как часть ремастированного лейблом EMI полного издания всего каталога записей The Beatles; вошла в соответствующих версиях в бокс-сеты этого издания — The Beatles Stereo Box Set и The Beatles in Mono.

## Создание песни
Создание этой песни было попыткой Джона Леннона написать песню в стиле звезды американского лейбла Motown Смоки Робинсона, близко к звучанию его песни «I’ve Been Good To You», в которой были подобные циркулирующие «ду-воп» смены аккордов, мелодия и аранжировка. Пол Маккартни отмечал, что на Леннона повлиял и хит группы The Teddy Bears 1959 года «To Know Him Is to Love Him». Леннон, Маккартни и Джордж Харрисон совместно пели сложные трёхголосные аккорды в куплетах и припеве (изначально средняя секция песни после второго куплета была задумана как гитарное соло, но это было изменено в процессе записи), и подобная технология написания песен применялась в работе The Beatles позднее, как, например, в песнях «Yes It Is» и «Because».
Песня, основная тональность которой Ре мажор, вращается вокруг последовательности тонов (в стиле 1950-х) I-VI-II-V в размере 12/8, затем переходит в среднюю секцию, где проходит последовательность аккордов G-F#7-Bm-D7-G-E7-A-A7, а затем возвращается обратно для последнего куплета и завершения песни на затихании.
Инструментальная версия песни, в оркестровке, написанной Джорджем Мартином, используется в фильме A Hard Day’s Night в качестве фоновой музыки, сопровождающей сцену прогулки Ринго по городу и берегу реки. Эта оркестровая пьеса, под названием «Ringo’s Theme (This Boy)» была 7 августа 1964 выпущена на сингле с песней «And I Love Her» (на стороне «Б») в Великобритании, но в британские чарты синглов не попала; однако в американской чарте синглов American Top 100 сингл несколько позднее в этом же году поднялся до 53-го места. Оркестровая пьеса вошла в альбом Джорджа Мартина Off the Beatle Track, изданный лейблом Parlophone, и в мини-альбом (EP) Music From A Hard Day’s Night с записями George Martin Orchestra, вышедший 19 февраля 1965. Пьеса также вошла (в числе других оркестровых пьес) на вторую сторону в американскую версию альбома A Hard Day’s Night.

## Запись песни
The Beatles записали песню «This Boy» 17 октября 1963. В этот же день ими были записаны песня «I Want To Hold Your Hand», первый рождественский сингл группы для их фан-клуба, и версия песни «You’ve Really Got a Hold on Me».
Было записано 15 дублей песни, а затем два наложения. Песня была записана с фиксированным завершением мелодии и аккомпанемента (как она исполнялась позднее на концертах), но во время микширования 21 октября 1963 окончание песни было сделано в форме затихания. Окончательная мастер-версия была сделана путём соединения вместе двух дублей, со склейкой между средней секцией и финальным куплетом (1 минута 28 секунд от начала трека).
Также официально издавались и альтернативные записи этой песни. Версия «живого» исполнения песни на телешоу Two of a Kind в 1963 году была издана на сборнике Anthology 1; также (как кода в песне «Free as a Bird», изданная на сингле в 1995, а затем на Anthology 1) были изданы два неполных дубля с исходной сессии звукозаписи 1963 года (неиспользованная в результате затихания концовка).

## Состав участников записи
- Джон Леннон — дважды записанный и сведённый соло-вокал, акустическая гитара
- Пол Маккартни — дважды записанный гармонический вокал, бас-гитара
- Джордж Харрисон — дважды записанный гармонический вокал, соло-гитара
- Ринго Старр — барабаны